# Anomaloglossus breweri
Anomaloglossus breweri е вид жаба от семейство Aromobatidae. Видът е световно застрашен, със статут Уязвим.

## Разпространение
Разпространен е във Венецуела.